# Paolo Silvestroni
Paolo Silvestroni (Roma, 16 luglio 1917 – Roma, 13 giugno 2003) è stato un chimico italiano.

## Biografia
Paolo Silvestroni è nato nel 1917 a Roma, dove ha compiuto tutti i suoi studi e dove, presso l'Università "La Sapienza", si è laureato prima in Fisica (1938) e successivamente in Chimica (1940).
Durante il periodo bellico ha prestato servizio in Africa Settentrionale. Dopo la fine del conflitto, rientrato a Roma, ha conseguito anche la laurea in Farmacia (1945).
Ricercatore del CNR, è stato Professore Incaricato di vari corsi nelle facoltà di Ingegneria e di Scienze nell'Università di Roma, e poi Libero Docente in Chimica Generale nel 1952. Nel 1956 ha vinto per concorso la Cattedra di Professore Ordinario di Chimica Generale ed Inorganica nella Facoltà di Scienze dell'Università di Perugia, dove ha realizzato l'Istituto.
Nel 1963 è stato chiamato dalla Facoltà di Ingegneria dell'Università di Roma "La Sapienza" a coprire la cattedra di Chimica per studenti di ingegneria, di nuova istituzione, ed a realizzare l'Istituto di Chimica della Facoltà di Ingegneria (ora sede di Dipartimento), che egli ha poi gestito fino alla fine della sua carriera didattica (1992).
Nominato Professore Emerito dell'Università La Sapienza nel 1993, è deceduto a Roma nel 2003.

### Ricerca scientifica
Si è svolta prevalentemente nel campo dell'elettrochimica, sia analitica che preparativa. È stato uno dei pionieri in Italia nell'uso della polarografia, una particolare tecnica elettrochimica voltammetrica, applicata sia allo studio dei composti di coordinazione che ai meccanismi di reazioni organiche ed inorganiche.
Nell'Istituto da lui diretto sin dalla sua istituzione ha avuto sede il Centro di studio per l'elettrochimica e la chimica fisica delle interfasi del Consiglio Nazionale delle Ricerche. Vi si sono svolte ricerche in vari settori, incluso quello delle batterie ad alta energia e quello dell'elettrochimica in solventi non acquosi. Il Centro ha rappresentato per molti anni il punto di riferimento romano per tutti gli elettrochimici italiani. Il prof. Silvestroni si è anche interessato di calorimetria e di chimica delle superfici; ha pubblicato più di 60 lavori scientifici su riviste nazionali ed internazionali.

### Didattica
Negli anni '60 Silvestroni ha cambiato l'insegnamento universitario della chimica in Italia, presentando i fenomeni chimici come logiche conseguenze di rigorose e dimostrabili leggi termodinamiche. Alcune delle motivazioni che lo hanno spinto a tale impostazione sono evidenti nella prefazione della prima edizione del suo testo "Fondamenti di chimica", apparsa nel 1964, da cui riportiamo i primi periodi:
"Il corso di chimica che fa parte degli studi secondari, particolarmente di quelli liceali, lascia nella grande maggioranza dei giovani l'impressione che questa materia sia costituita da un insieme di notizie empiriche, di formule da imparare a mente, di reazioni che non si comprende perché avvengano, e che il tutto sia privo di quel tessuto connettivo di leggi quantitative che distingue l'empirismo dalla scienza. Questa impressione, che trae le sue origini da carenze didattiche, non risponde però alla realtà delle cose."
La nuova impostazione del corso di Chimica è stata poi condivisa dai docenti delle maggiori università italiane, e il suo testo, continuamente aggiornato, è giunto alla decima edizione nel 1996, è stato considerato per oltre 30 anni il trattato di riferimento per la maggior parte dei corsi di Chimica Generale, sia nelle Facoltà di Ingegneria che in quelle di Scienze.
In aggiunta alla sua solida cultura scientifica, Silvestroni era dotato di una comunicativa chiara e diretta; le sue lezioni sono riuscite ad appassionare alla Chimica varie generazioni di studenti universitari. Negli ultimi anni '70 Silvestroni faceva lezioni di chimica generale per il biennio di Ingegneria a circa 300 studenti contemporaneamente nella stessa aula sita nei pressi della Cittadella universitaria della Sapienza, all'epoca era l'unica università statale di Roma. L'Istituto di chimica dove si facevano gli esami era grande quanto un vagone ferroviario e la biblioteca si trovava nel cantinato e non facilmente accessibile per studiare.
La sua comunicazione era così diretta che si rivolgeva agli studenti universitari in aula durante le lezioni in romanesco. Un esempio: nella seconda parte del corso usava passare in rassegna gli elementi chimici, introducendo ciascuno con alcune notizie elementari quale, tra le altre, l'abbondanza di quell'elemento in natura. Quando fu il turno del Silicio, diceva "Silicio. Silice. Selce. Selcio. Sércio. Per l'abbondanza in natura credo dunque di avere detto. Passiamo a..."
Corredava le lezioni teoriche di esempi pratici che le rendevano indimenticabili. Ad esempio, parlando della corrosione dei metalli, introduceva la protezione galvanica raccontando la propria disperazione perché qualcuno "in alto" aveva deciso di dotare l'istituto di Chimica, proprio il suo!, di una nuova ringhiera in ferro abbellita con bulloni in rame... che in quanto tali l'avrebbero fatta arrugginire a vista d'occhio. E poi spiegava il perché.

### Pubblicazioni principali
- Paolo Silvestroni, Chimica (generale, inorganica, cenni di organica), Roma, Virgilio Veschi, 1965; ultima edizione Fondamenti di Chimica, a cura di Mauro Pasquali e Alessandro Latini, Casa editrice ambrosiana, XI edizione, 2020, ISBN 978-8808920539
- Paolo Silvestroni, Riflessioni, pubblicato postumo, Roma, 2013.